# Pachycarpus concolor
Pachycarpus concolor är en oleanderväxtart. Pachycarpus concolor ingår i släktet Pachycarpus och familjen oleanderväxter.

## Underarter
Arten delas in i följande underarter:
- P. c. arenicola
- P. c. concolor
- P. c. rhinophyllus
- P. c. transvaalensis